# Amado Azar
Amado Azar (1913-1971), fue un boxeador argentino de peso mediano y semipesado, ganador de la medalla de plata en los Juegos Olímpicos de Los Ángeles 1932. Como profesional ganó 53 combates (22 KO), perdiendo 6 (1 KO).

## Medalla de plata de 1932
En 1932, Azar, con 18 años, ganó la medalla de plata en la categoría peso mediano (hasta 72,574 kilos) en Los Ángeles. Azar venció primero al italiano Aldo Longinotti, luego al francés Roger Michelot, quien ganaría la medalla de oro en Berlín 1936, y enfrentó en la final al estadounidense Carmen Barth, quien lo venció por puntos. Azar estaba tan molesto con el fallo que se retiró del ring sin sacarse la tradicional foto junto a su contrincante.

## Carrera profesional
Amado Azar inició una destacada carrera profesional como boxeador en 1933, en la categoría semipesado, que se extendió hasta 1945. Durante la misma libró 53 combates (22 KO), perdiendo 6 (1 KO), gozando de gran popularidad.
El 23 de agosto de 1941 Azar venció a Rodolfo Lapolla, en el Luna Park, consagrándose campeón nacional mediopesado. Retuvo el título hasta el 6 de octubre de 1945, cuando anunció su retiro.